# Свети Атанасий (Панагия на Тасос)
Вижте пояснителната страница за други значения на Свети Атанасий.
„Свети Атанасий“ (на гръцки: Ιερός Ναός Αγίου Αθανασίου) е възрожденска православна църква край село Панагия на остров Тасос, Егейска Македония, Гърция, част от Филипийската, Неаполска и Тасоска епархия на Вселенската патриаршия.
Разхоложена е северно от селото, на стария път към Лименас, под църквичката „Св. св. Константин и Елена“. Над входа на храма има нечетлив надпис с датировка 1837 година.
В архитектурно отношение представлява еднокорабен храм с по-късен притвор на запад и две пристройки отстрани. Площта му е 57,89 m2, а външните размери 9,20 m x 6,29 m с дебелина на стената от 0,65 m. Осветен от две малки прозореца на север и юг, които първоначално не са имали стъкло.
Църквата има един вход с извит трегер. Подът е покрит с варовикови плочи. Покрай двете дълги стени са разхоложени пейки и икона на Секновение на плоча с дата 1875 г., дар от скита На Свети Йоан Кръстител, който е имал метох в Потамия. Старият иконостас е бил обикновен дървен, а по-късно е поставен нов. Светилището е с ширина 1,50 m, минимално осветено от вентилационен отвор в полукръглата апсидата, която е по-ниска от църквата. Протезисът съко е полукръгъл. На южната стена има две други конхи. Наосът има двускатен покрив.